# Doun Kaev
Doun Kaev là một thành phố tỉnh lỵ tỉnh Takéo, phía nam Campuchia. Theo thống kê năm 1998, dân số toàn thành phố là 39,186 người.